# 121637 Druscillaperry
121637 Druscillaperry este o planetă minoră (asteroid) din centura de asteroizi. A fost descoperită pe 13 noiembrie 1999 la Catalina Station⁠(d) de Catalina Sky Survey. 
Obiectul prezintă o orbită caracterizată de o semiaxă mare de 3,1219434219574 UAi, o excentricitate de 0,13, o înclinație de 4,3 ° în raport cu ecliptica.